# IPMI
IPMI (zkratka z anglického Intelligent Platform Management Interface, doslova inteligentní rozhraní pro správu platformy) je standardizované rozhraní v oblasti počítačů, zejména serverů, které umožňuje základní správu počítače nezávisle na aktuální přítomnosti a funkčnosti operačního systému, standardního firmwaru (tj. BIOSu, UEFI, Open Firmware, ...) i hlavního procesoru. Závisí tedy jen na funkčnosti napájení a v případě vzdálené správy i na funkčnosti patřičného síťového propojení. Jeho základem bývá proto nezávislý jednoúčelový integrovaný obvod nazývaný BMC (Baseboard Management Controller - kontrolér správy základní desky), který má propojení i na kontrolované moduly počítače i na konzoli vzdálené správy. Typické bývá napojení na teplotní senzory, status CPU, možnost vzdáleně počítač restartovat i možnost konfigurovat vzdáleně BIOS.
S návrhem toho rozhraní přišla v roce 1998 společnost Intel a od počátku jej rovněž podporovaly i společnosti Hewlett-Packard, NEC a Dell. Později jej začala podporovat i řada dalších (mj. Cisco Systems, Super Micro Computer a Tyan) a k roku 2014 měl standard víc než 200 podporovatelů. Různé společnosti přitom vytváří své vlastní implementace standardu a mezi nejrozšířenější patří
- HP Integrated Lights-Out od Hewlett-Packard
- DRAC / iDRAC od Dellu
- IBM Remote Supervisor Adapter od IBM
- MegaRAC od American Megatrends používaný mimo jiné v základních deskách od Asusu a Tyanu
- MergePoint Embedded Management Software od Avocentu používaný mj. v základních deskách společnosti Gigabyte Technology

Kromě toho existuje také projekt OpenBMC zaštiťovaný nadací Linux Foundation, který se snaží vytvořit nezávislý otevřený firmware na bázi Linuxu.
V rámci čísel portů používá UDP port 623.